# Paradisets naturreservat
Paradisets naturreservat ligger i Hanveden i Huddinge kommun på Södertörn i Stockholms län. Reservatet har en yta om 758,7 hektar, varav 712,5 ha är skog och myr,  25,7 ha åker och betesmark, och 20,5 ha vatten. Naturreservatet "Paradiset" bildades år 2002 av Huddinge kommun, men redan 1953 invigdes naturområdet "Paradiset" som då ägdes av Stockholms stad. Genom Paradiset passerar flera långvandringsvägar som Sörmlandsleden och Huddingeleden.

## Historik

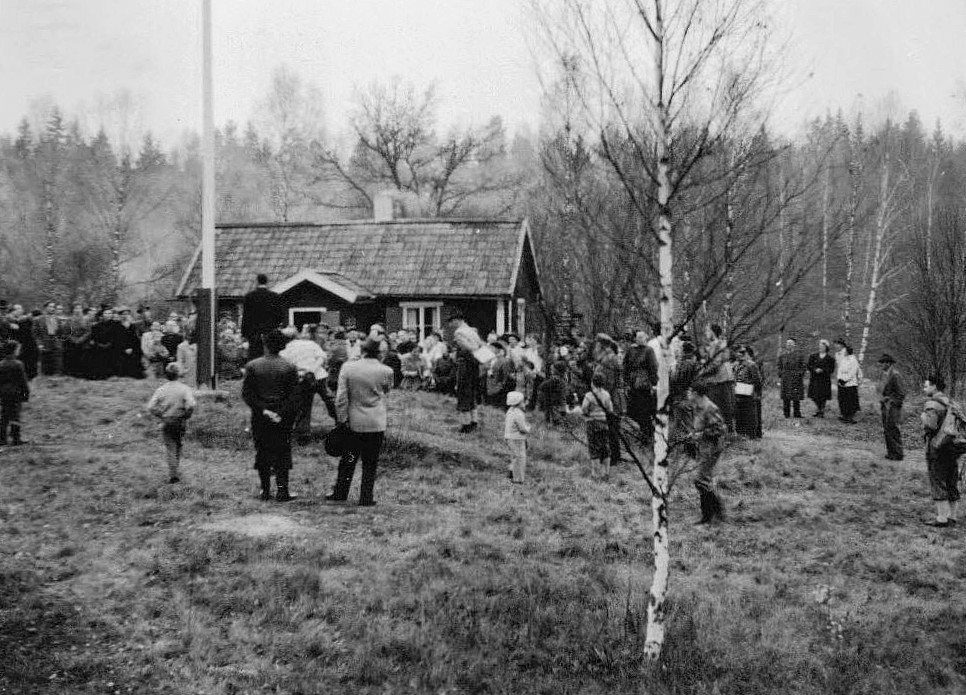
Torpet Paradiset, invigningen 1953.

Torpet Paradiset, som ursprungligen låg under Lissma gård, gav reservatet sitt namn. Stället finns upptaget i husförhörslängden första gången 1830 och var växelvis torp respektive statarbostad. 1915 avstyckades Paradiset som självständigt småbruk som övertogs 1920 av Knut Otto Waxin (född 1885 på Paradiset).
De så kallade Lissmafastigheterna förvärvades 1951 av Stockholms stad för 1 043 855 kronor och 1953 beslutades att upplåta torpet Paradiset till Friluftsfolkets Samarbetskommitté. Hyran fastställdes till fem kronor årligen. Samma år öppnades torpet som raststuga och började hyras ut till vandrare för övernattning. Paradisets naturområde invigdes officiellt den 25 oktober 1953 av borgarrådet Helge Berglund tillsammans med omkring 250 personer.
Torpet utgör sedan dess en slags "entré" till naturen i området. Utöver torpstugan existerar idag fortfarande ladugården vilken nyttjas som servicebyggnad. Intill torpet står Lillstugan som också hör till den ursprungliga bebyggelsen. Själva naturreservatet omfattande 759 hektar bildades av Huddinge kommun år 2002. 
Fram till 2009 ägdes torpet och naturreservatet av Stockholms stad, därefter blev Huddinge kommun ägare av marken och hyresvärd för torpet. 2010 bildades också ett naturreservat av Haningedelen som omfattar bland annat det 111 meter höga Tornberget och 2011 tillkom Svartsjöns naturreservat.

## Reservatet
Paradisets skogar är Huddinge kommuns största sammanhängande skogsområde. Delar av området har varit i stort sett opåverkade under flera årtionden. Dessa skogar utgör också ett av de tystaste områden i Huddinge kommun. Skogarna fortsätter över kommungränsen i söder, in i Haninge kommun. Paradisets naturreservat utgör en del av skogsområdet Hanveden där bland annat Södertörns högsta punkt, Tornberget (111 m ö.h.), ligger. Själva Tornberget ligger dock inte inom Paradiset.
I reservatet har man hittat vad man tror vara Stockholms läns äldsta boplatser. När inlandsisen hade lämnat Mellansverige kom stenåldersjägarna ut till detta område som då var en liten ögrupp som låg långt innanför dagens kustlinje. Sannolikt kom de för att jaga sjöfågel och säl samt för att fiska. Då var havsytan 75 meter högre (relativt) än idag, och det enda stället i Stockholms län som stack upp ur havet var Hanveden (trakten runt Tornberget). Hundratals boplatser har hittats i Hanveden, och de ligger på en höjd av 50 till 85 meter över havet, vilket sannolikt betyder att de är flera tusen år gamla.
Paradisets naturreservat ligger mellan Haningeleden (väg 259) i norr och gränsen mellan Huddinge och Haninge i söder, samt mellan sjön Ådran in väster och sjön Öran i öster. Delar av Öran hör till reservatet medan reservatsgränsen går intill Ådrans sydvästra strandkant. Andra sjöar i området är Ormputten, Långsjön och Trehörningen. Svartsjön ligger i Svartsjöns naturreservat och Tornbergssjön strax söder om Tornbergets naturreservat. Inom reservatet finns två Natura 2000-områden, Granby och Hanveden.

## Vandringsleder
Paradisets entré är knutpunkt för tre etapper av Sörmlandsleden. Från öster slutar etappen som börjar vid Rudans gård vid Handens pendeltågsstation. Åt väster fortsätter leden till Lida friluftsgård. Åt söder går etappen mot Nynäshamn, via Tornberget. Utöver Sörmlandsleden och Huddingeleden som passerar genom området finns tre markerade vandringsleder:
- Sameslingan, 5 km, gul markering
- Tornbergsslingan, 6 km, grön/vit markering
- Brinkslingan, 8 km, grön markering

## Klagomuren
På Brinkslingan träffar man norr om Långsjön på resterna efter den så kallade "klagomuren" som ursprungligen var en slags dammanläggning bestående av ett system kallmurade murar. Det anlades för att leda vatten från Långsjön och Svartsjön ner till vattenkvarnar vid sjöarna Trehörningen och Ådran i Huddinge socken. Det gillade inte bönderna i Västerhaninge socken och klagade över att man stal deras vatten. Numera är klagomuren sönderbruten och vattnet kan åter flyta fritt. Resterna utgör ett fornminne med RAÄ-nummer Huddinge 222:1.

## Bilder

Naturen
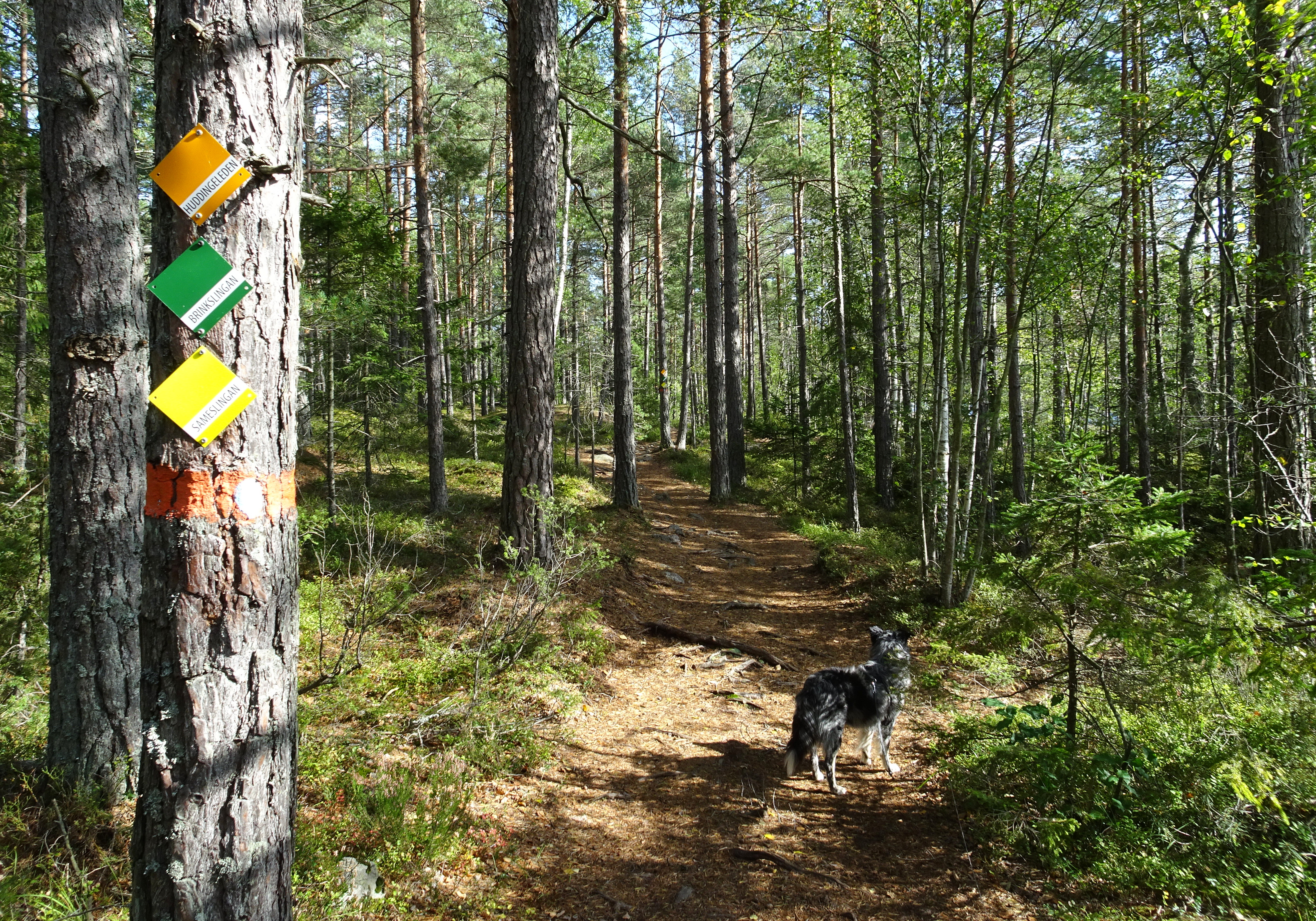
Markeringar för "Sameslingan", "Brinkslingan" och "Huddingeleden".
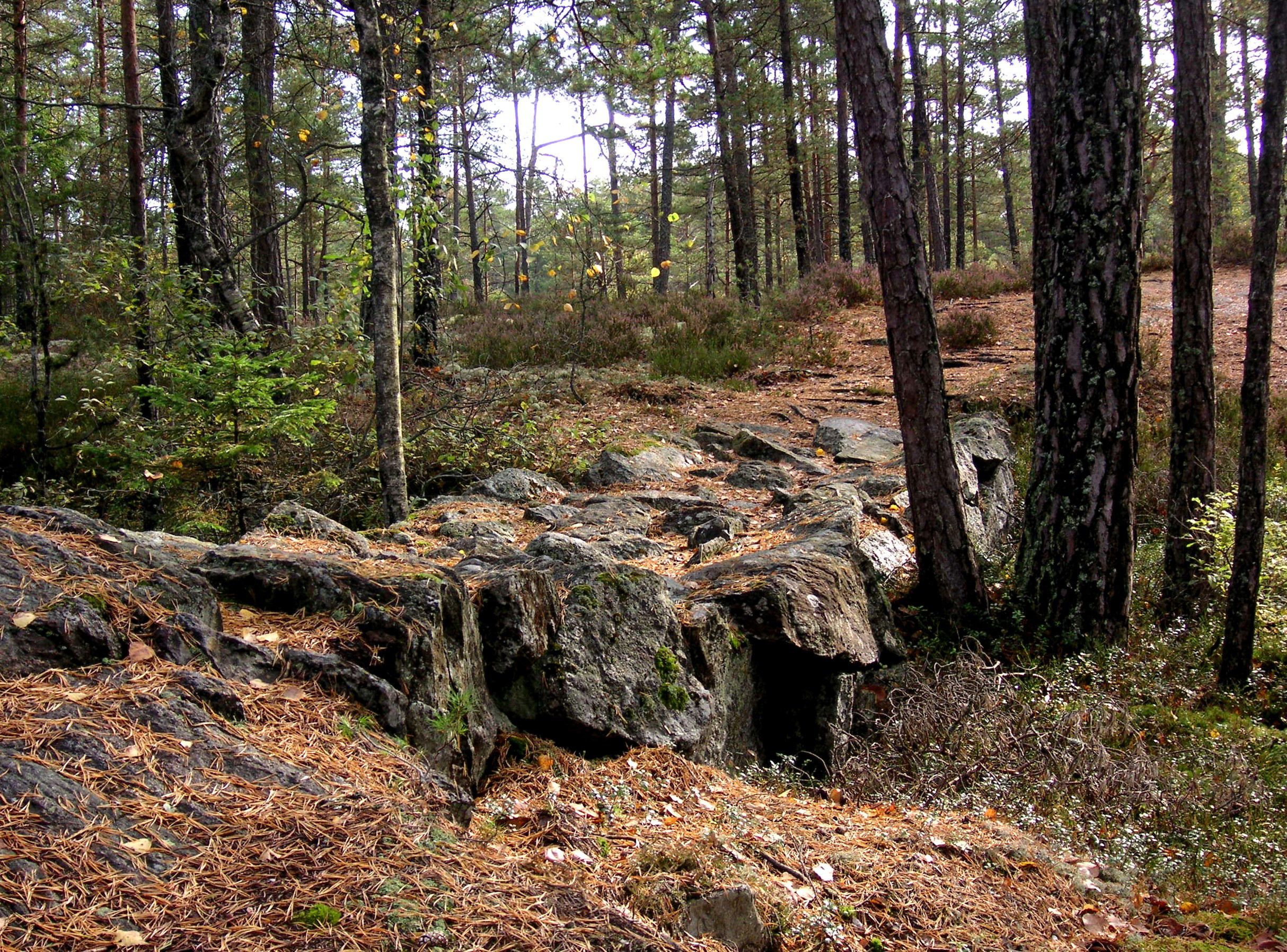
Resterna efter "klagomuren".
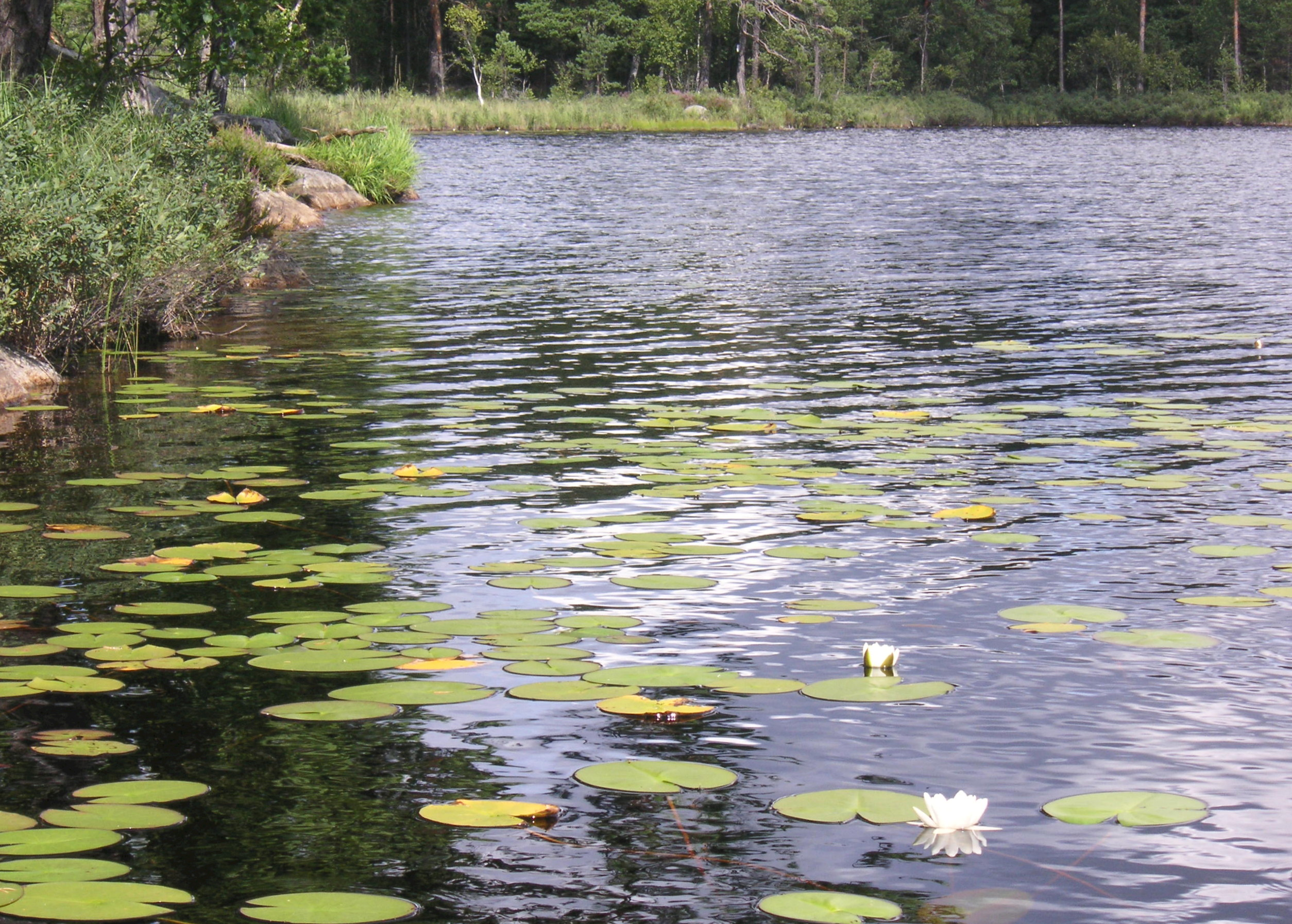
Långsjön
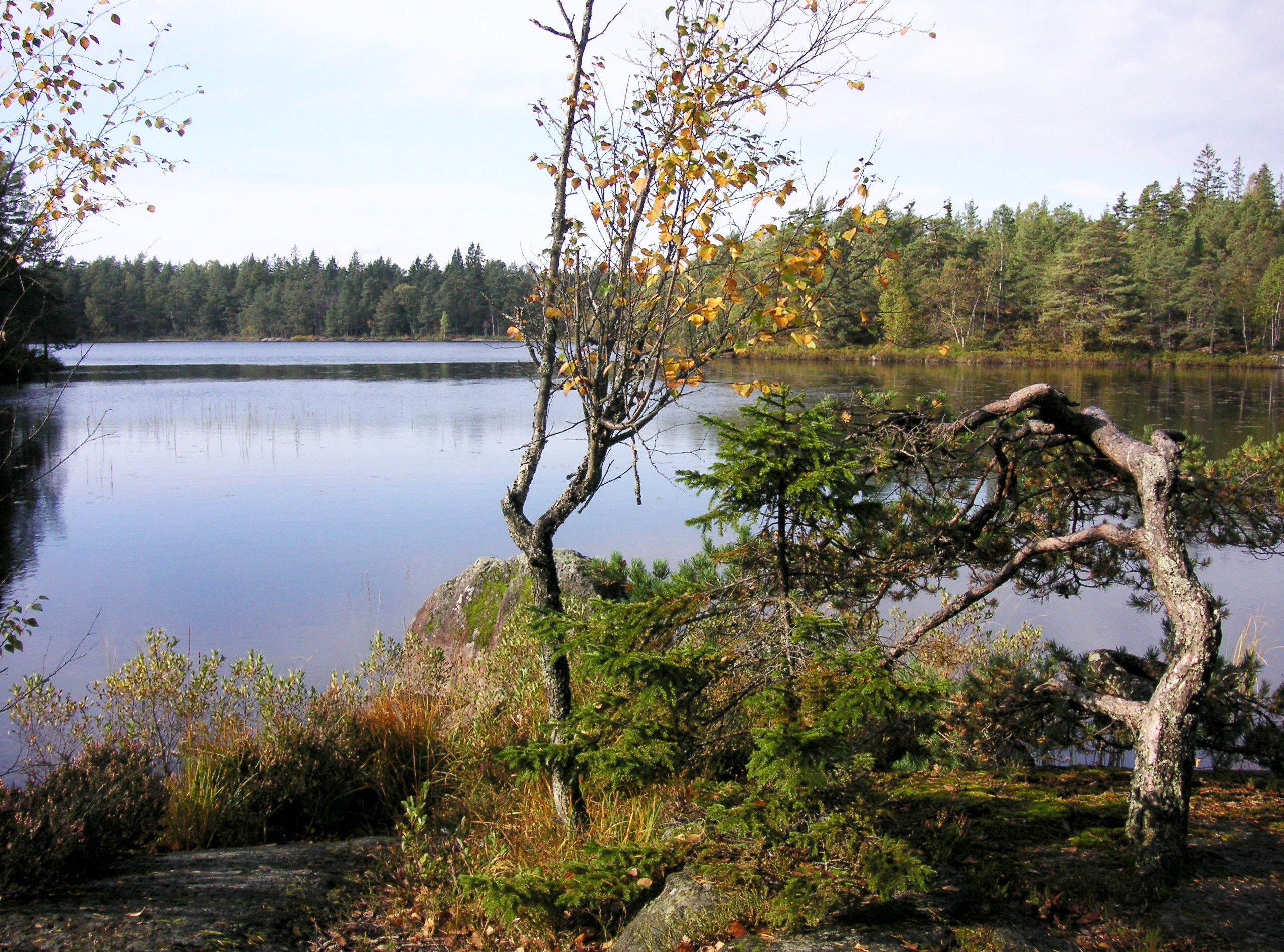
Sjön Trehörningen.
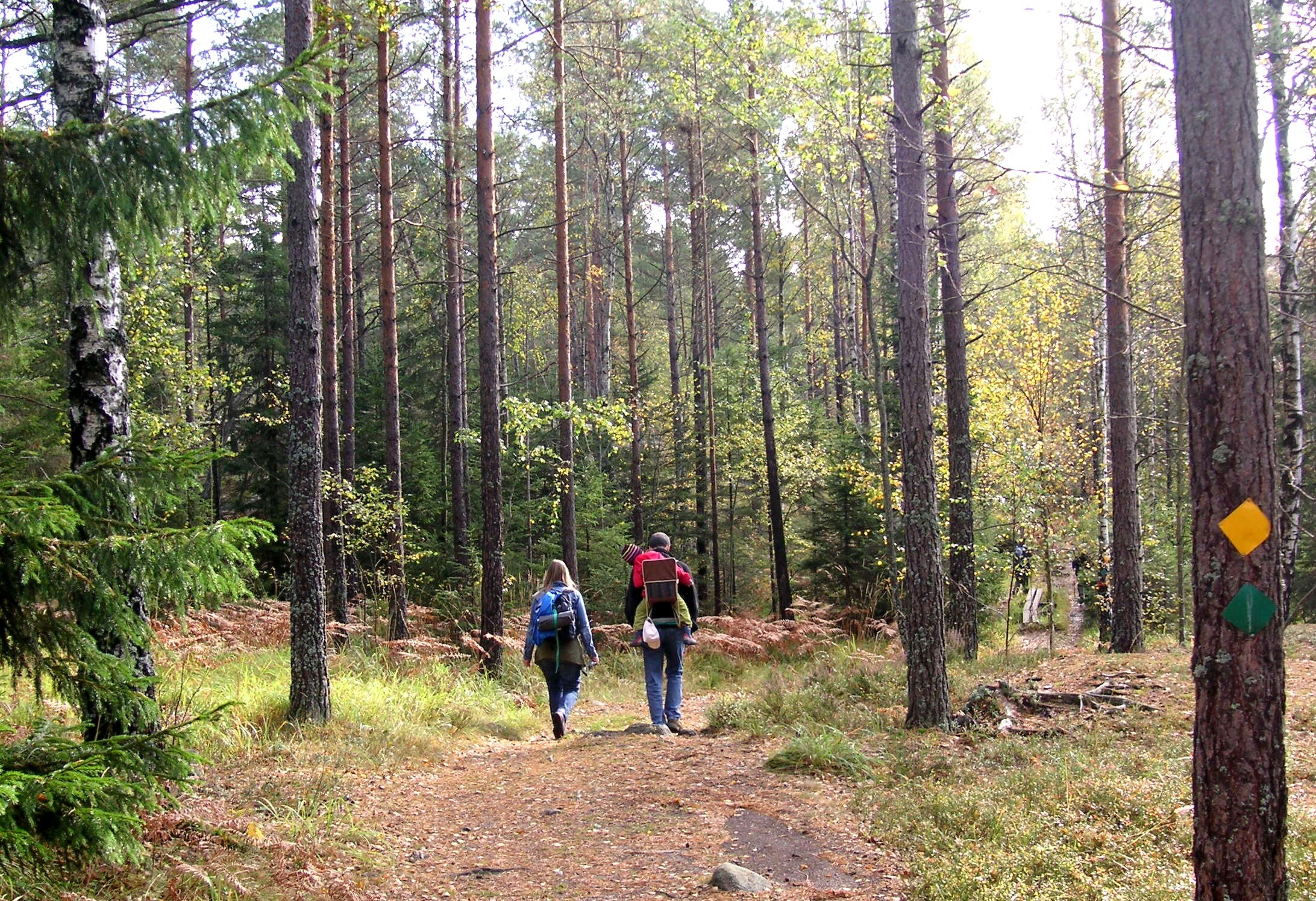
Vandrare på Sörmlandsleden / Brinkslingan.

Årstider
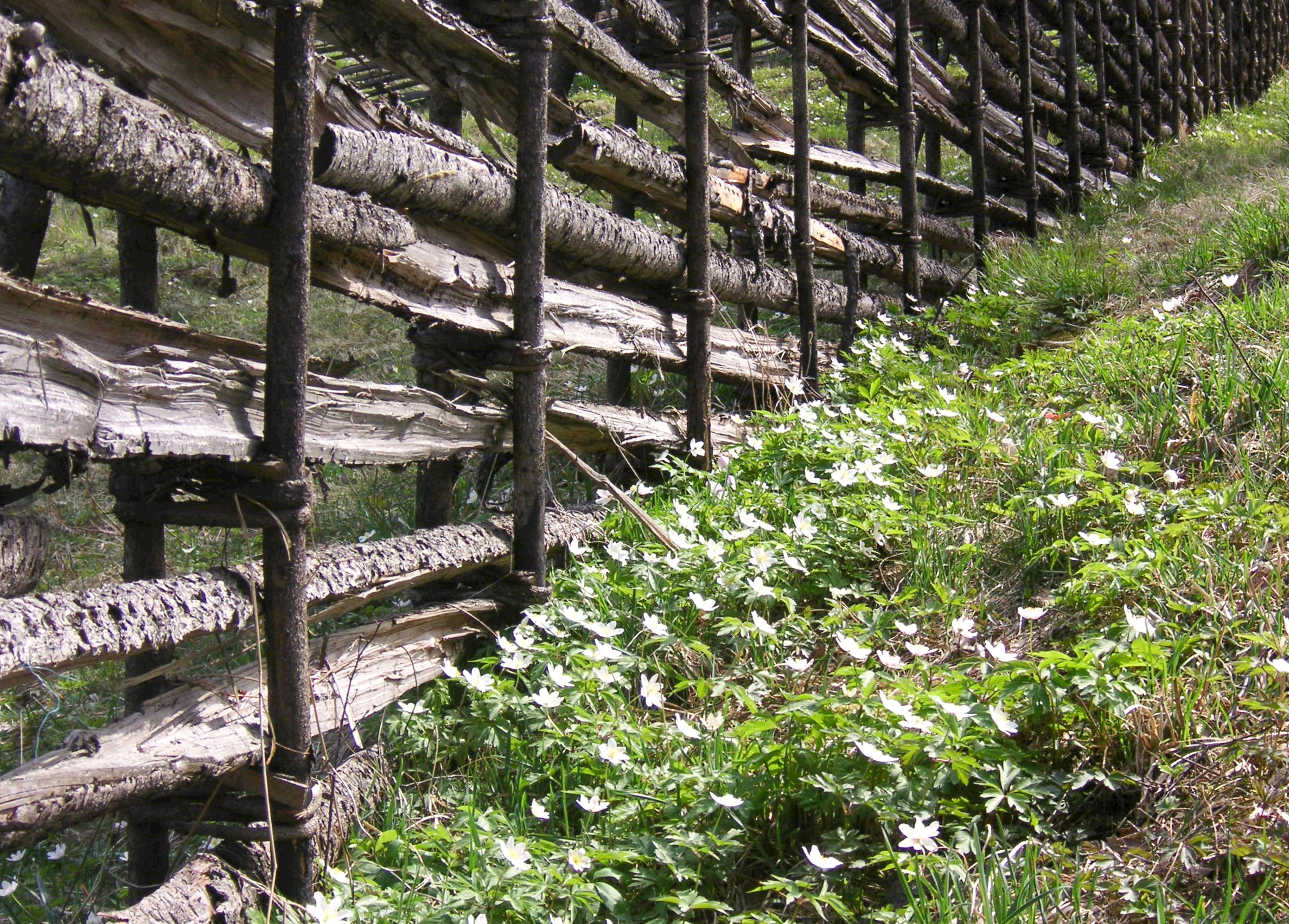
Vår.
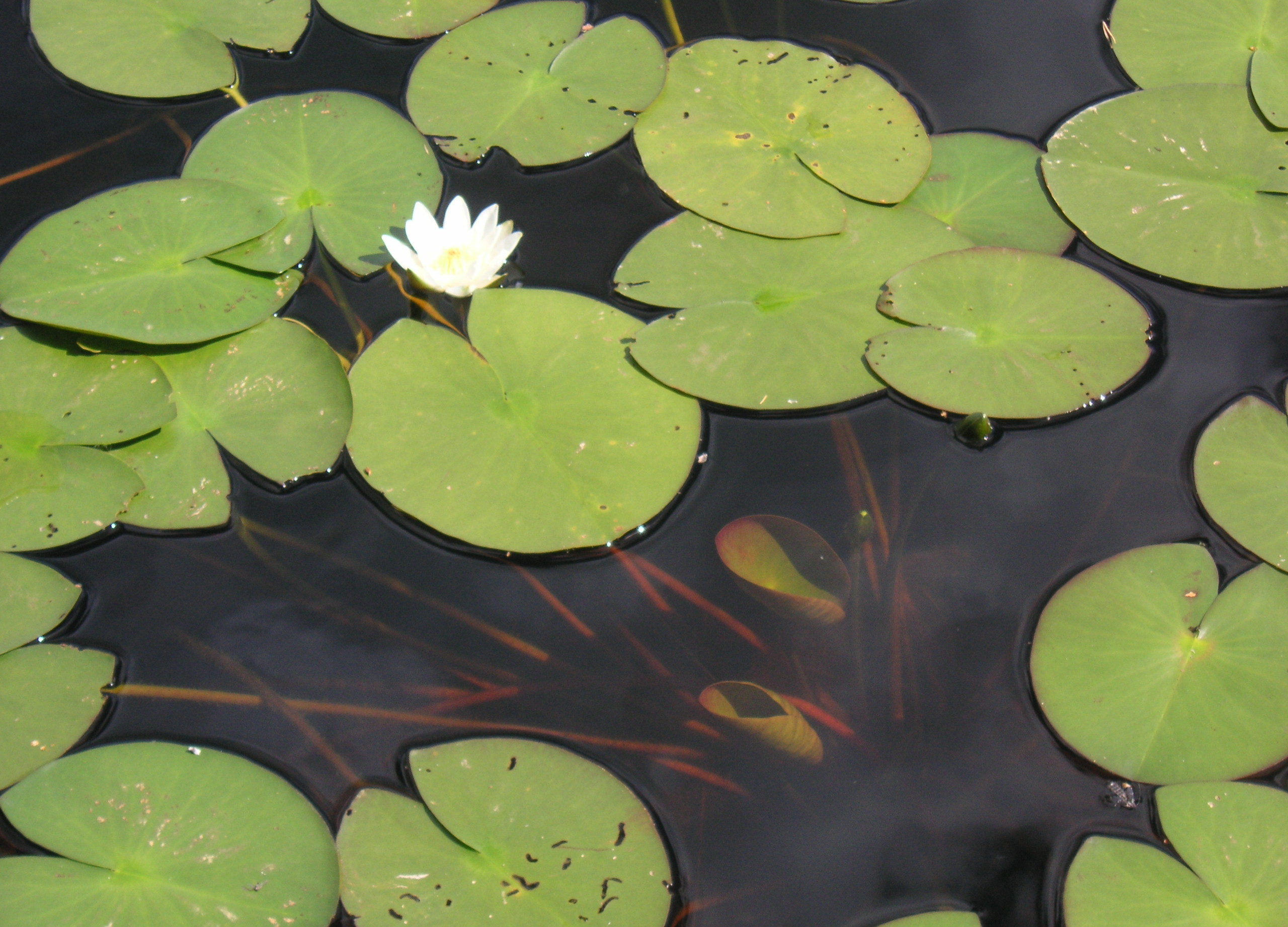
Sommar.
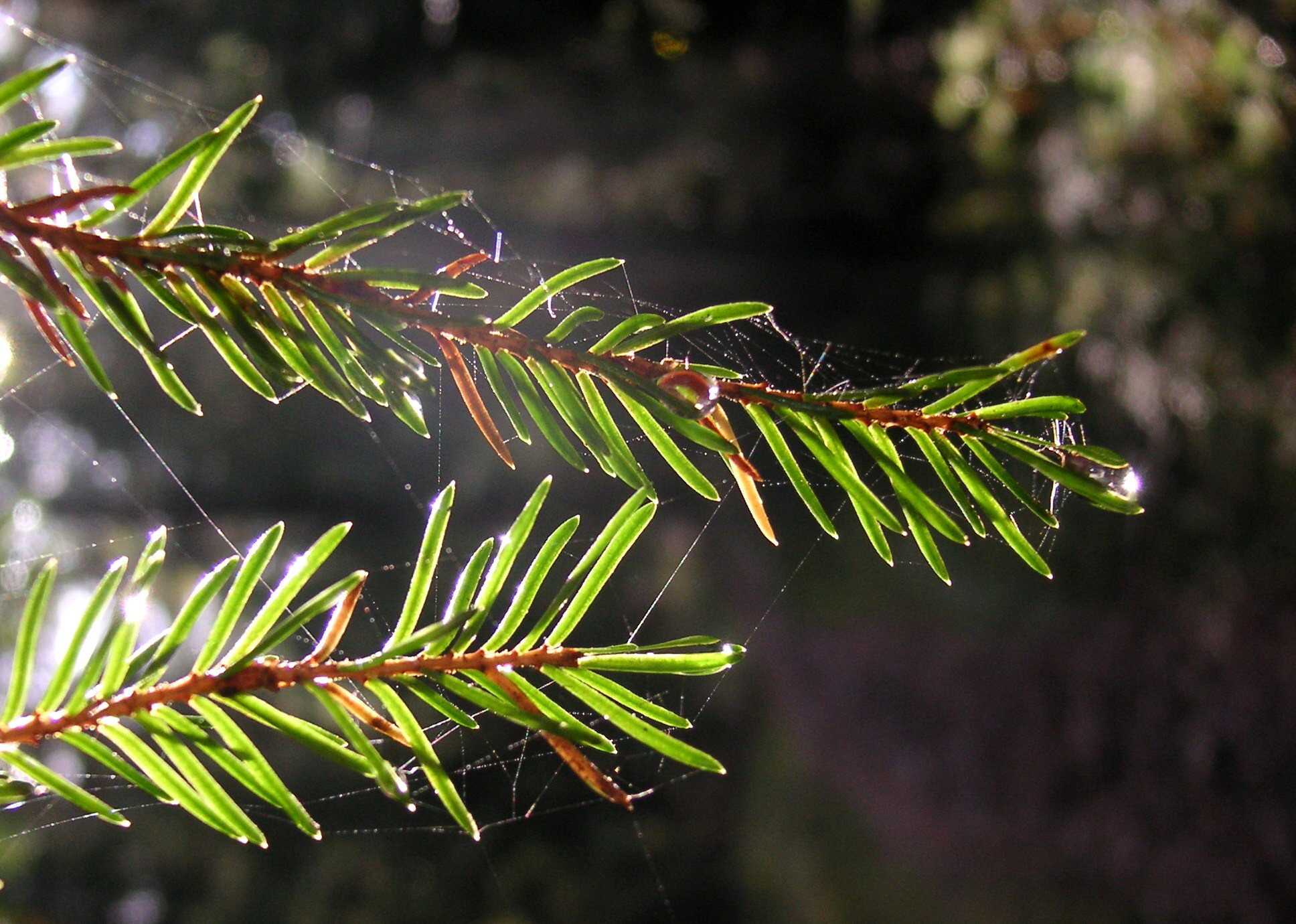
Höst.
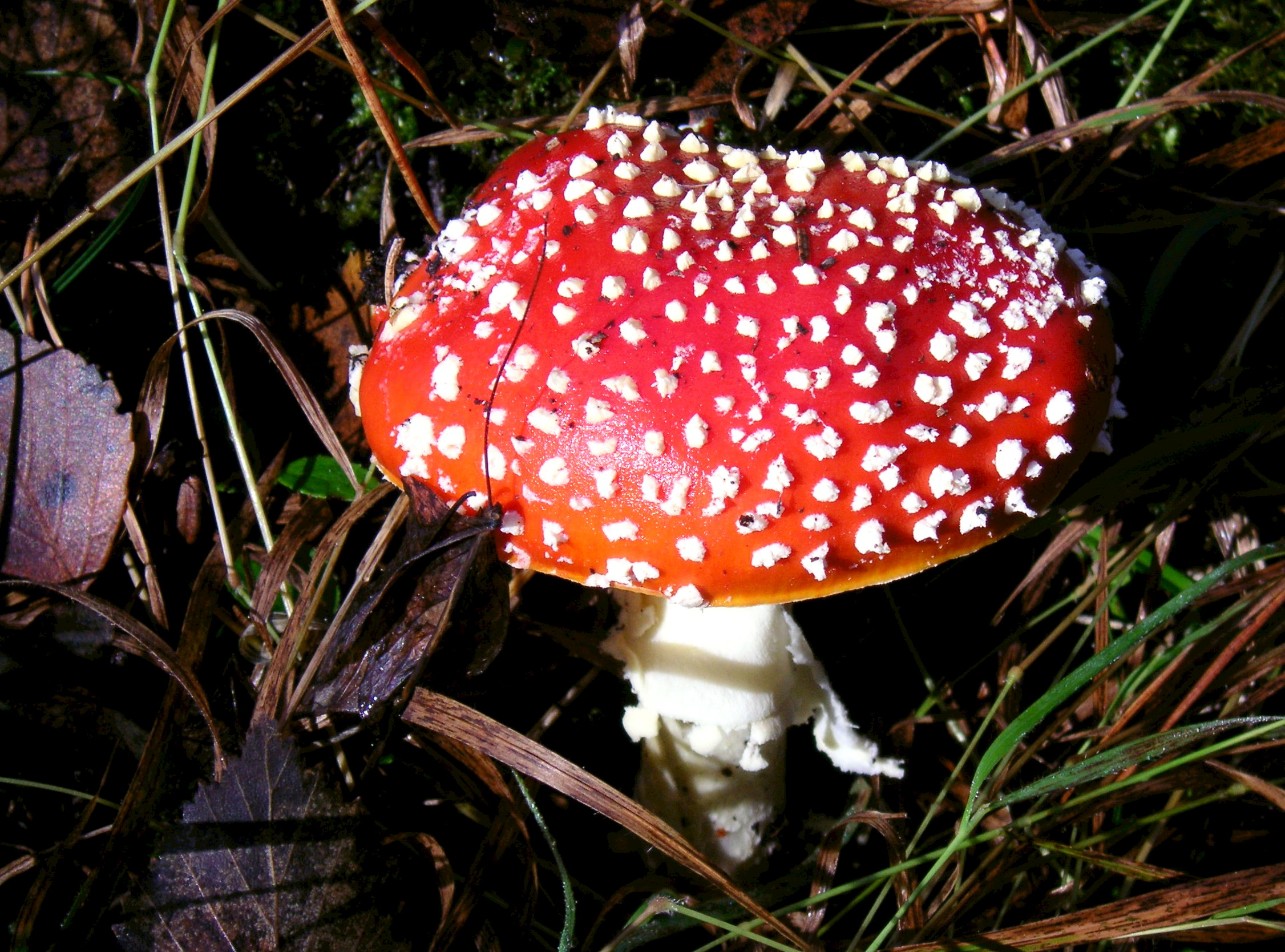
Höst.
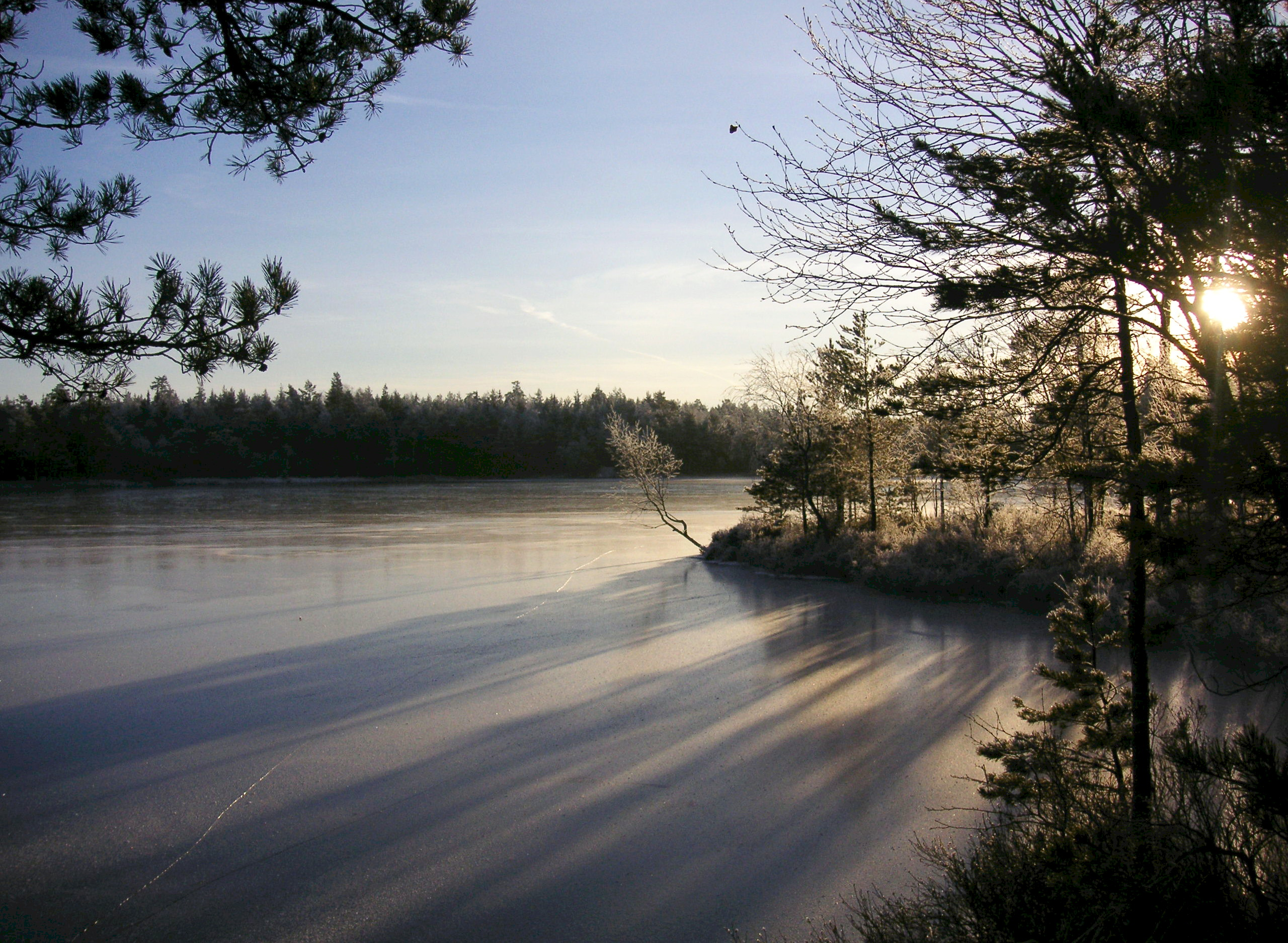
Vinter.

Byggnader
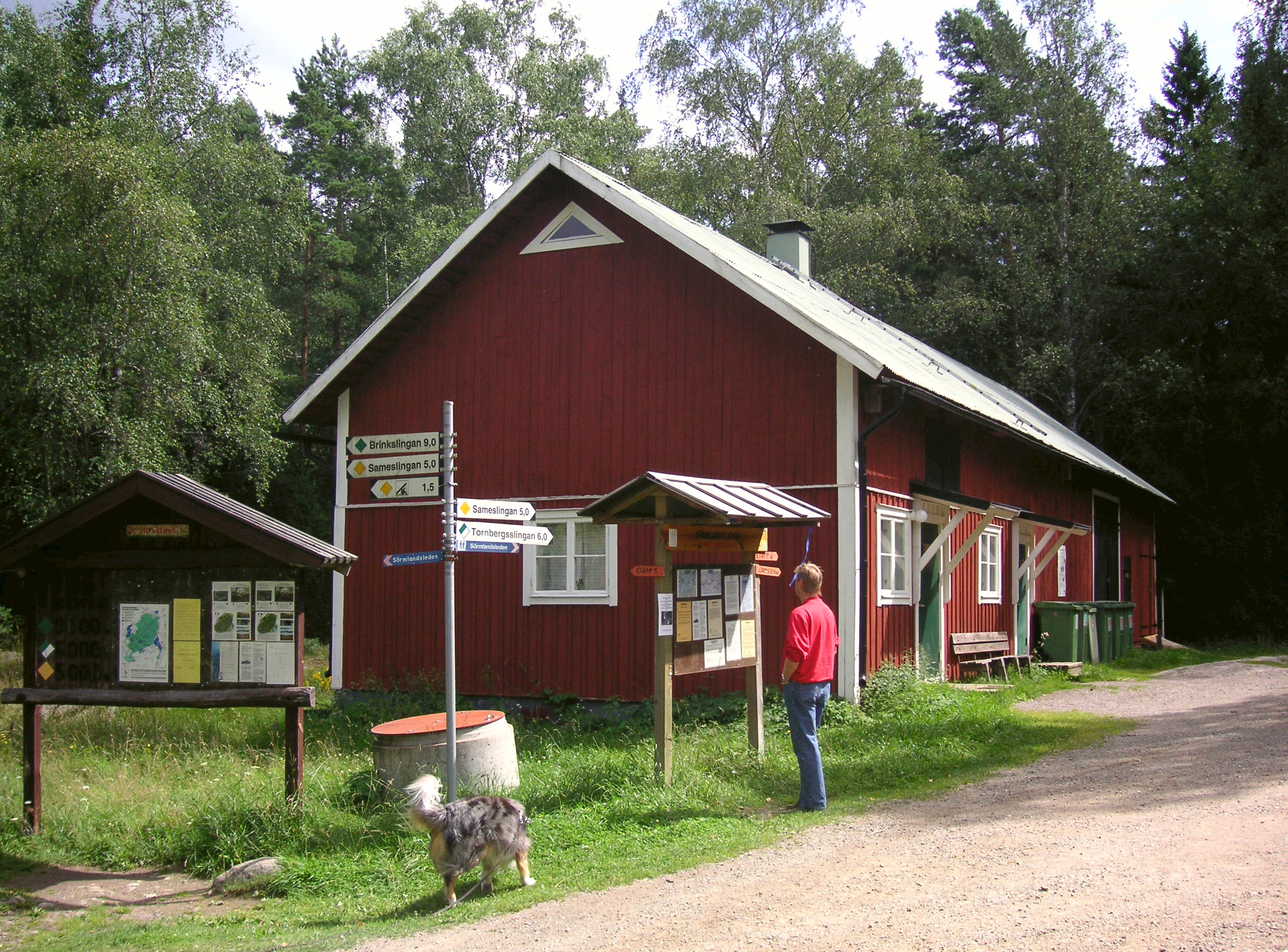
Torpets före detta lada, numera servicebyggnad.
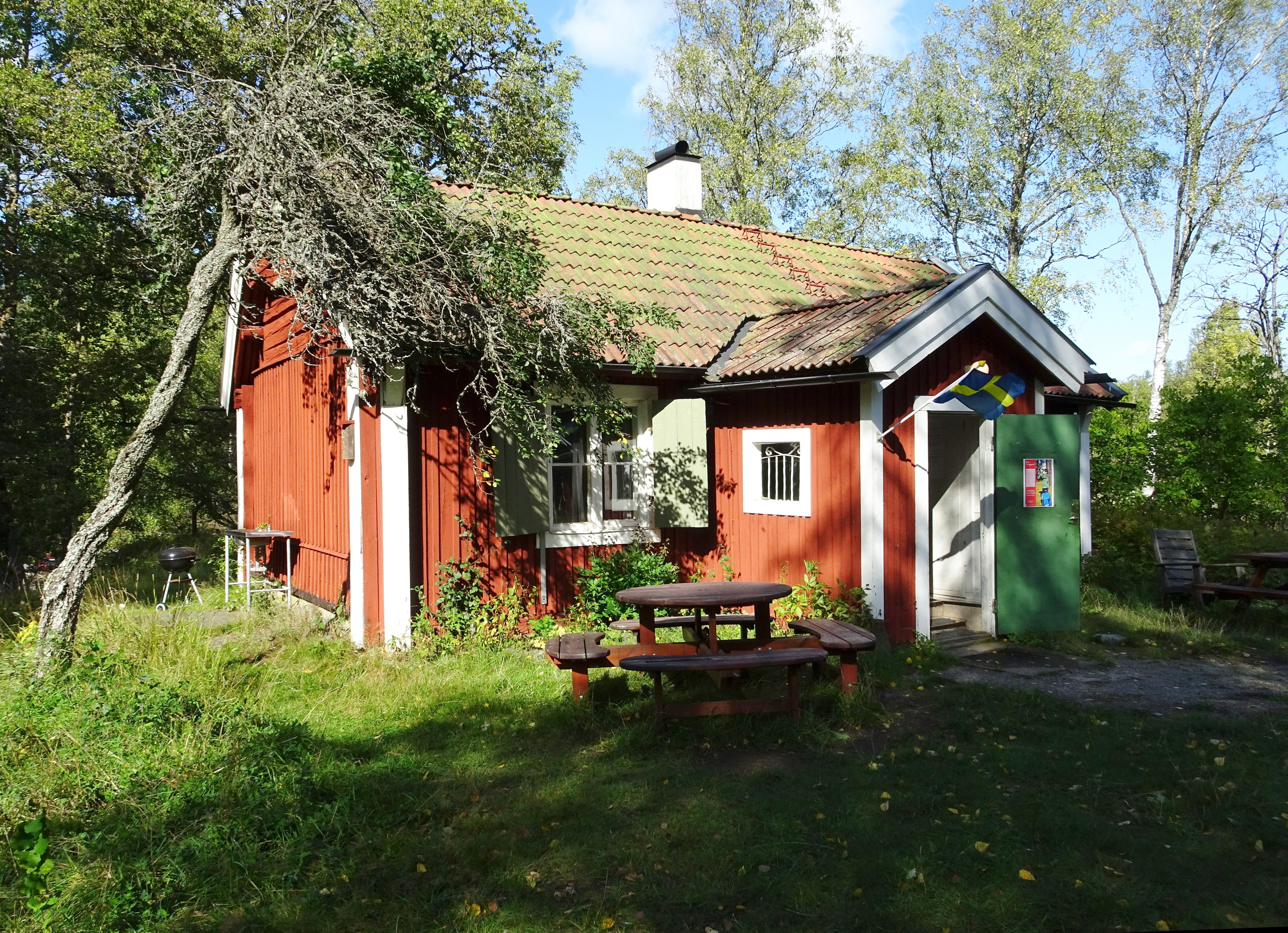
Torpet Paradiset.
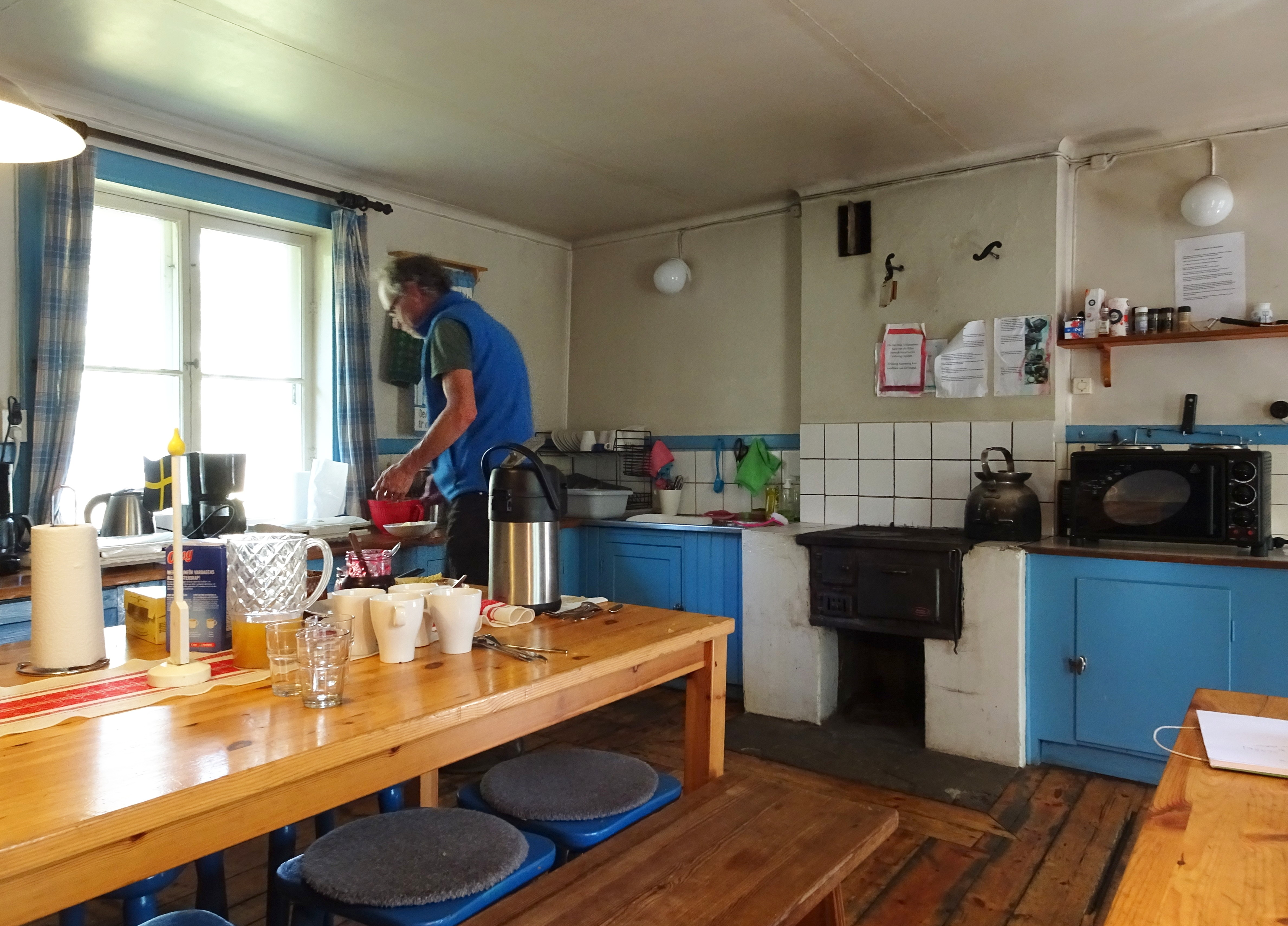
Torpet Paradiset, interiör.
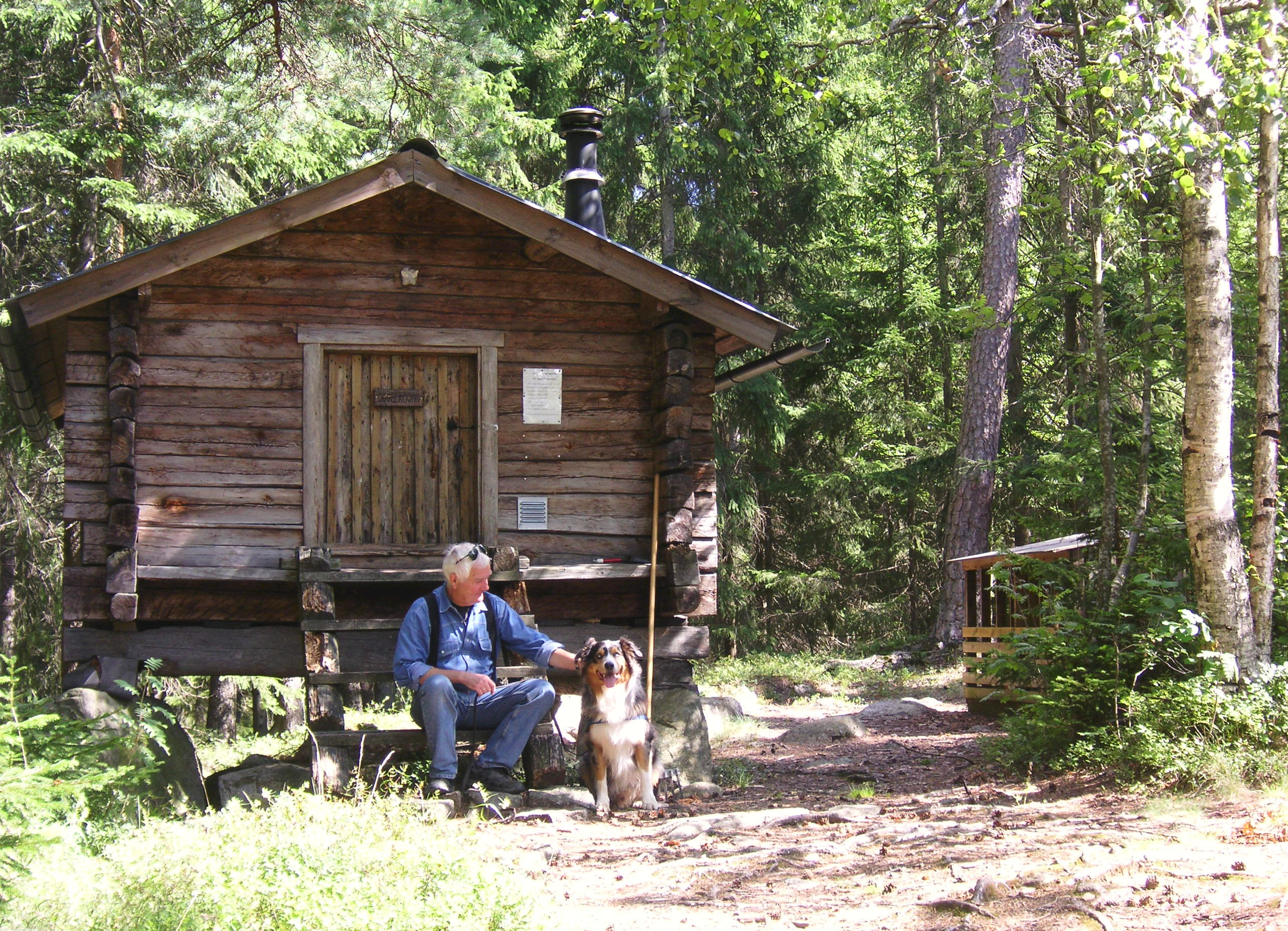
Ugglekojan.
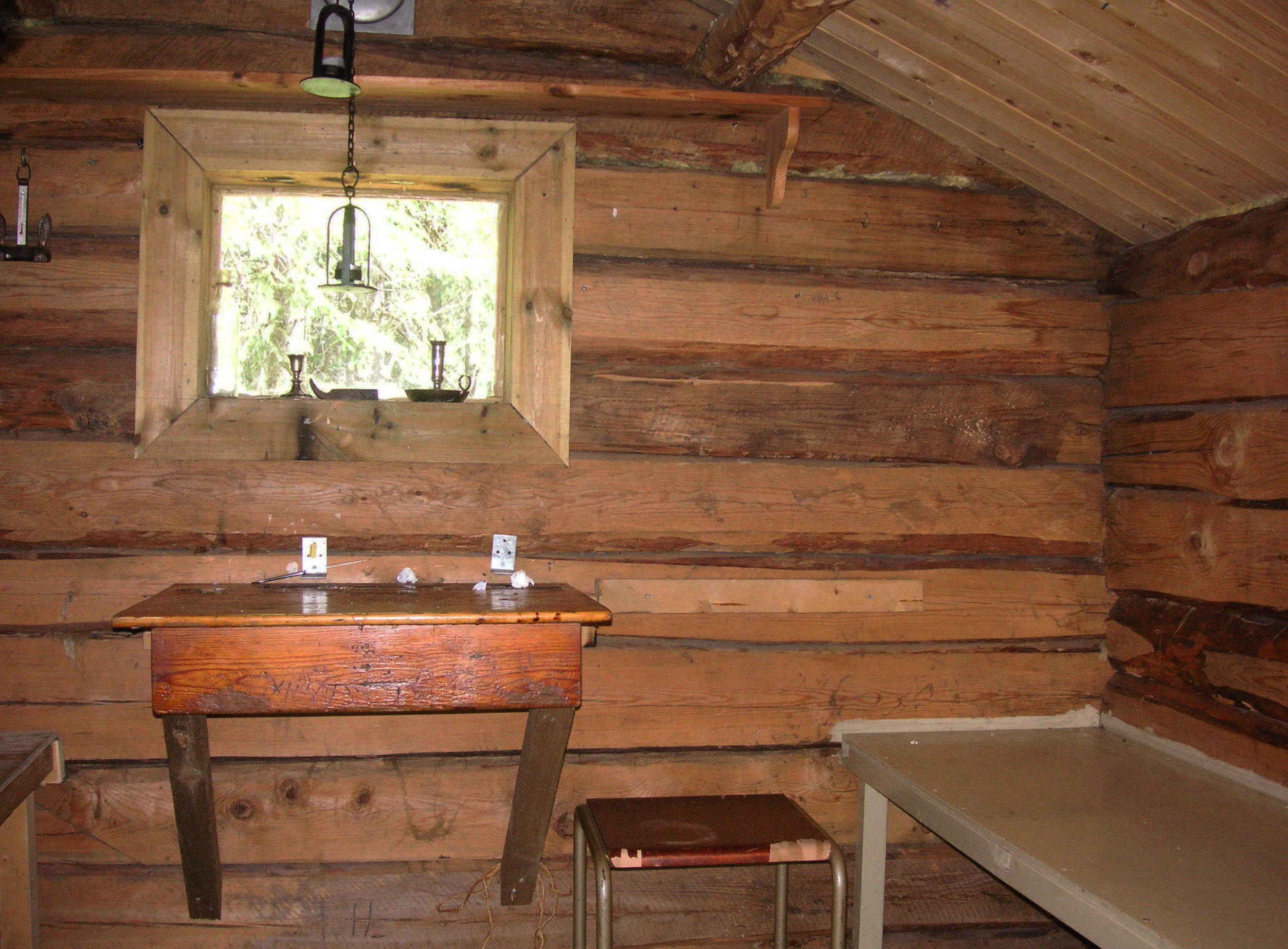
Ugglekojan, interiör.